# Front Populaire (metropolitana di Parigi)
Front Populaire è una stazione della linea 12 della metropolitana di Parigi.
La stazione è stata inaugurata il 18 dicembre 2012.